# Frank Fitzgerald (Politiker)

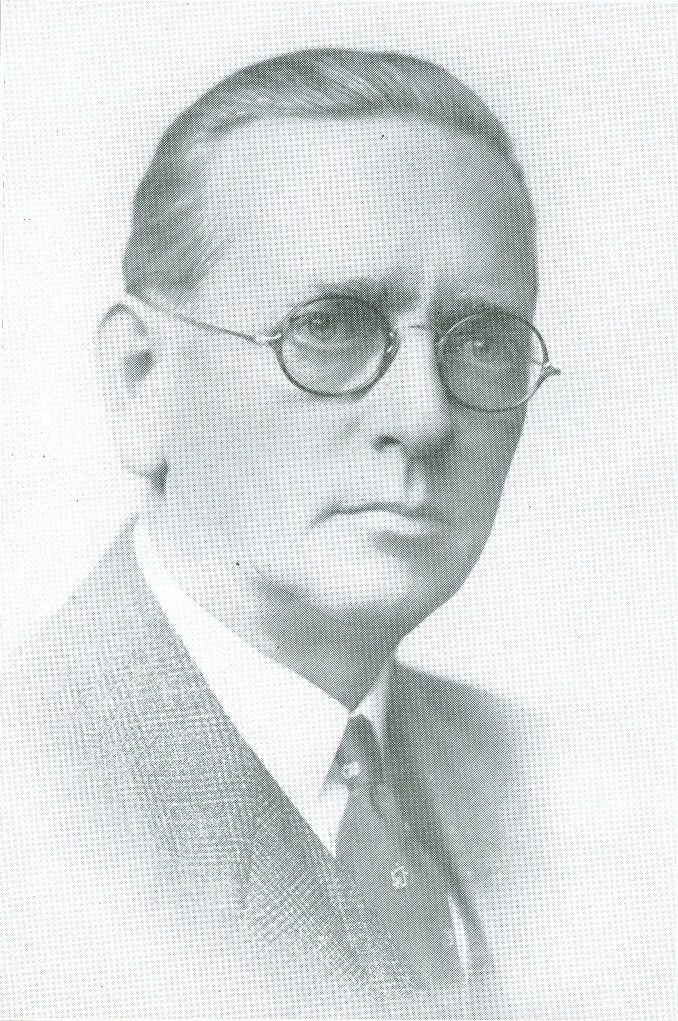
Frank Fitzgerald

Frank Dwight Fitzgerald (* 27. Januar 1885 in Grand Ledge, Eaton County, Michigan; † 16. März 1939 ebenda) war ein US-amerikanischer Politiker und von 1935 bis 1937 der 34. sowie im Jahr 1939 der 36. Gouverneur des Bundesstaates Michigan.

## Frühe Jahre und politischer Aufstieg
Frank Fitzgerald besuchte die Grand Ledge High School und das Ferris Institute in Big Rapids. Von 1913 bis 1919 war er in der Verwaltung sowohl des Repräsentantenhauses als auch des Senats von Michigan tätig. Zwischen 1919 und 1923 war er stellvertretender Secretary of State von Michigan; von 1931 bis 1934 fungierte er dann als eigentlicher Secretary of State. Fitzgerald nahm auch in der Republikanischen Partei führende Aufgaben wahr. Zwischen 1925 und 1926 sowie nochmals von 1929 bis 1930 war er im Staatsvorstand seiner Partei. In den Jahren 1924, 1932 und 1936 nahm er als Delegierter an den Republican National Conventions teil.

## Gouverneur von Michigan
Im Jahr 1934 wurde Fitzgerald als Kandidat seiner Partei zum neuen Gouverneur von Michigan. Er setzte sich mit 52,4 Prozent der Stimmen gegen den Demokraten Arthur J. Lacy durch und trat sein neues Amt am 1. Januar 1935 an. In seiner zweijährigen Amtszeit erholte sich das Land weiter von der Weltwirtschaftskrise. Gouverneur Fitzgerald schaffte es, einen ausgeglichenen Staatshaushalt aufzustellen und trat für eine weitere Konsolidierung der Regierungsabteilungen ein. Im Jahr 1936 kandidierte er erneut, unterlag aber seinem demokratischen Herausforderer Frank Murphy. Jedoch schaffte er gegen Murphy die Revanche, indem er die Gouverneurswahlen des Jahres 1938 gegen diesen gewann. Fitzgeralds zweite Amtszeit begann am 1. Januar 1939 und sollte eigentlich bis zum Januar 1941 laufen. Allerdings starb er schon im März 1939 nach weniger als drei Monaten in seiner zweiten Amtszeit. Er war der erste und bisher einzige Gouverneur von Michigan, der im Amt starb. Außerdem war er nach John S. Barry, der Mitte des 19. Jahrhunderts amtierte, erst der zweite Gouverneur seines Staates mit zwei nicht zusammenhängenden Amtszeiten. Nach Fitzgeralds Tod übernahm Vizegouverneur Luren Dickinson das Gouverneursamt.
Frank Fitzgerald war mit Queena M. Warner verheiratet, mit der er ein Kind hatte.